# 眼鏡蛇裝甲車
眼鏡蛇裝甲車（土耳其語：Kobra）是土耳其Otokar生產的輪式輕型裝甲車，功能上與美國的HMMWV相似，於1997年起裝備土耳其陸軍。

## 設計
眼鏡蛇裝甲車採用單體構造（monocoque）及V型車殼，可有效對抗輕武器、炮彈碎片、IED及地雷攻擊，特別設計的前輪在地雷爆炸時會彈飛以免損壞車殼。
眼鏡蛇裝甲車具有多種衍生型，適合不同任務和用途，包括運兵、反坦克、偵察、地面監視雷達、炮兵觀測、救護、指揮等，車頂的遙控武器系統通常裝備重機槍、20毫米機炮、反坦克飛彈或地對空飛彈。

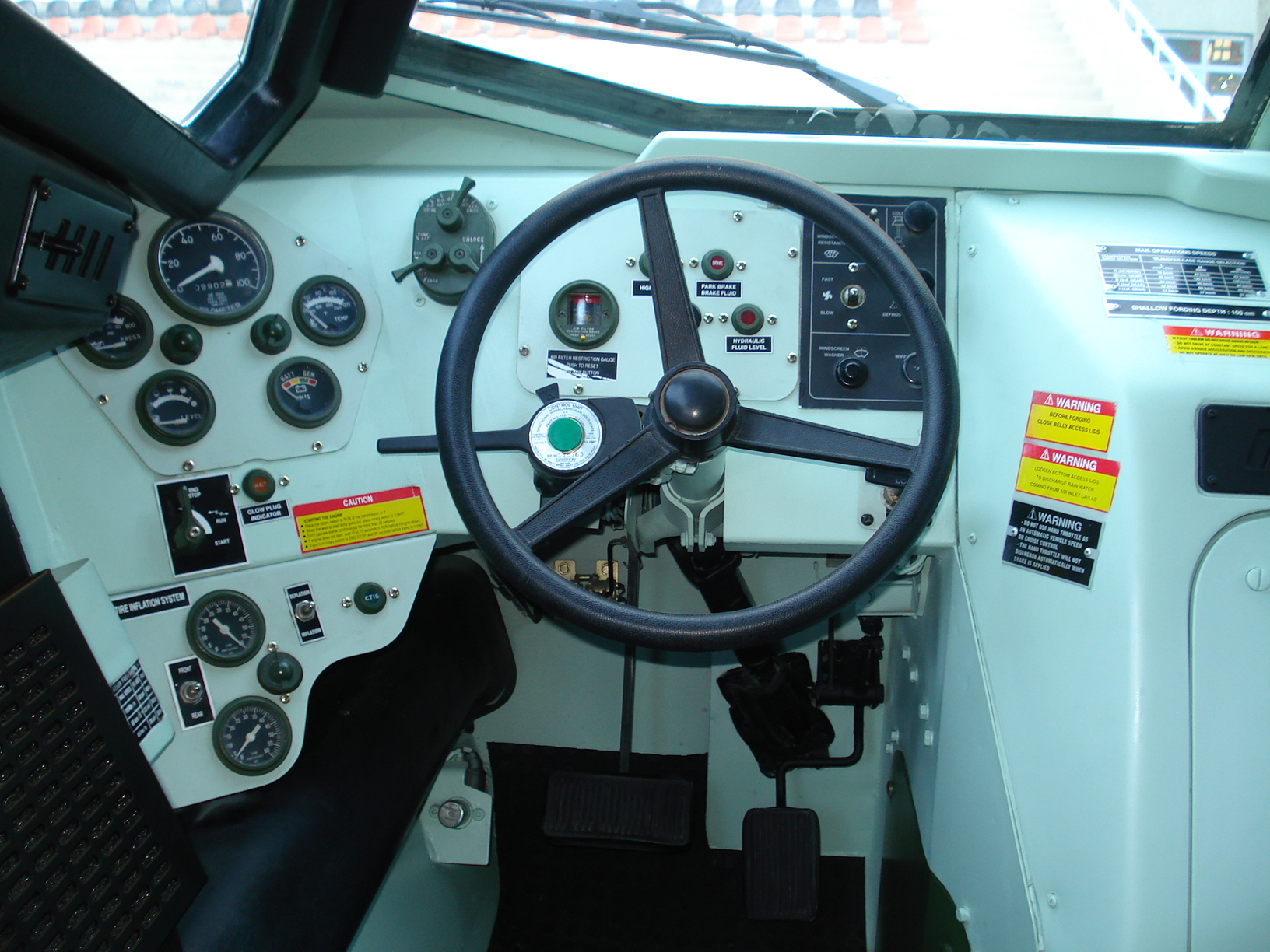
儀表版

## 使用國
- 科索沃 - 350架[3]
- 阿尔及利亚 - 不詳[4]
- 巴林 - 不詳[4]
- - 100架
- 南奧塞梯 - 數量不明，俘虜自格魯吉亞軍隊
- 俄羅斯 - 小量，由南奧塞梯交給俄羅斯作展覽及研究
- 馬爾地夫 - 5架[1]
- 巴基斯坦 - 不詳[4]
- 斯洛維尼亞 - 10架，將來可能裝備更多[5]
- 土耳其 - 481架
- 阿联酋 - 不詳[6]
- 卢旺达 - 不詳